# Campeonato de España de Ciclismo Contrarreloj 2016
La XXIII edición del Campeonato de España de Ciclismo Contrarreloj se disputó el 23 de junio de 2016 en Ibi, por un recorrido de 41 km.
Participaron 42 ciclistas, siendo el equipo más representado el Movistar Team (6 corredores).
El ganador de la prueba fue Ion Izagirre que superó a sus compañeros de equipo Jonathan Castroviejo y Alejandro Valverde, segundo y tercero respectivamente.

## Clasificación final
| \| Clasificación general \| Clasificación general \| Clasificación general \| Clasificación general \| Clasificación general \| \| Ciclista \| Ciclista \| Equipo \| Tiempo \| \| \| --------------------- \| --------------------- \| ---------------------- \| --------------------- \| --------------------- \| \| 1.º \| Ion Izagirre \| Movistar Team \| 50 min 52 s \| \| \| 2.º \| Jonathan Castroviejo \| Movistar Team \| + 22 s \| \| \| 3.º \| Alejandro Valverde \| Movistar Team \| + 25 s \| \| \| 4.º \| Jesús Herrada \| Movistar Team \| + 2 min 22 s \| \| \| 5.º \| Luis León Sánchez \| Astana \| + 2 min 32 s \| \| \| 6.º \| Rubén Plaza \| Orica-GreenEDGE \| + 1 min 51 s \| \| \| 7.º \| Lluís Mas \| Caja Rural-Seguros RGA \| + 2 min 20 s \| \| \| 8.º \| Imanol Erviti \| Movistar Team \| + 2 min 30 s \| \| \| 9.º \| Marc Soler \| Movistar Team \| + 1 min 49 s \| \| \| 10.º \| Mikel Landa \| Team Sky \| + 2 min 59 s \| \| |                      |                        |              |
| |                      |                        |              |
| |                      |                        |              |
| Clasificación general |                      |                        |              |
| Ciclista | Ciclista             | Equipo                 | Tiempo       |
| 1.º | Ion Izagirre         | Movistar Team          | 50 min 52 s  |
| 2.º | Jonathan Castroviejo | Movistar Team          | + 22 s       |
| 3.º | Alejandro Valverde   | Movistar Team          | + 25 s       |
| 4.º | Jesús Herrada        | Movistar Team          | + 2 min 22 s |
| 5.º | Luis León Sánchez    | Astana                 | + 2 min 32 s |
| 6.º | Rubén Plaza          | Orica-GreenEDGE        | + 1 min 51 s |
| 7.º | Lluís Mas            | Caja Rural-Seguros RGA | + 2 min 20 s |
| 8.º | Imanol Erviti        | Movistar Team          | + 2 min 30 s |
| 9.º | Marc Soler           | Movistar Team          | + 1 min 49 s |
| 10.º | Mikel Landa          | Team Sky               | + 2 min 59 s |